# アリス (ヘッセン大公妃)
アリス・モード・メアリー（英語: Alice Maud Mary, 1843年4月25日 - 1878年12月14日）は、イギリスの王女。ヴィクトリア女王とアルバート公の次女で、ヘッセン大公ルートヴィヒ4世の妃となった。
ドイツ語名はアリーツェ・フォン・グロスブリタンニエン・ウント・イルラント（Alice von Großbritannien und Irland）。
兄にイギリス国王エドワード7世、姉にドイツ皇后ヴィクトリアがいる。
最後のロシア皇后アレクサンドラの母。

## 生涯

### 生い立ち
1843年、イギリス女王ヴィクトリアとその夫であるアルバート王配の間の第3子・次女として、バッキンガム宮殿にて誕生した。
アリー(Alee)の愛称で呼ばれたが、よく太った赤ん坊だったことから幼い頃はファティーマ(Fatima)とも呼ばれた。

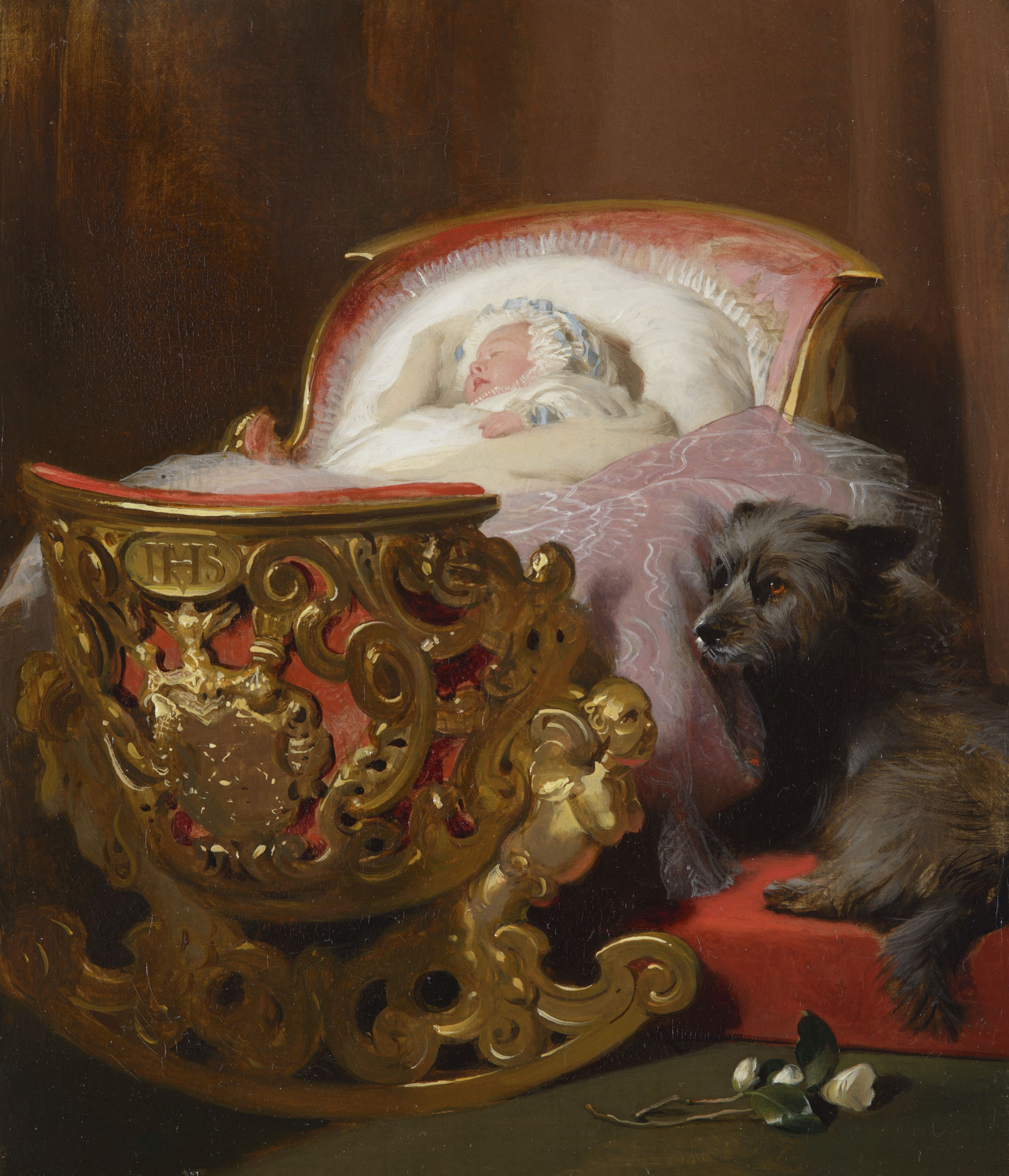
1843年、アリス

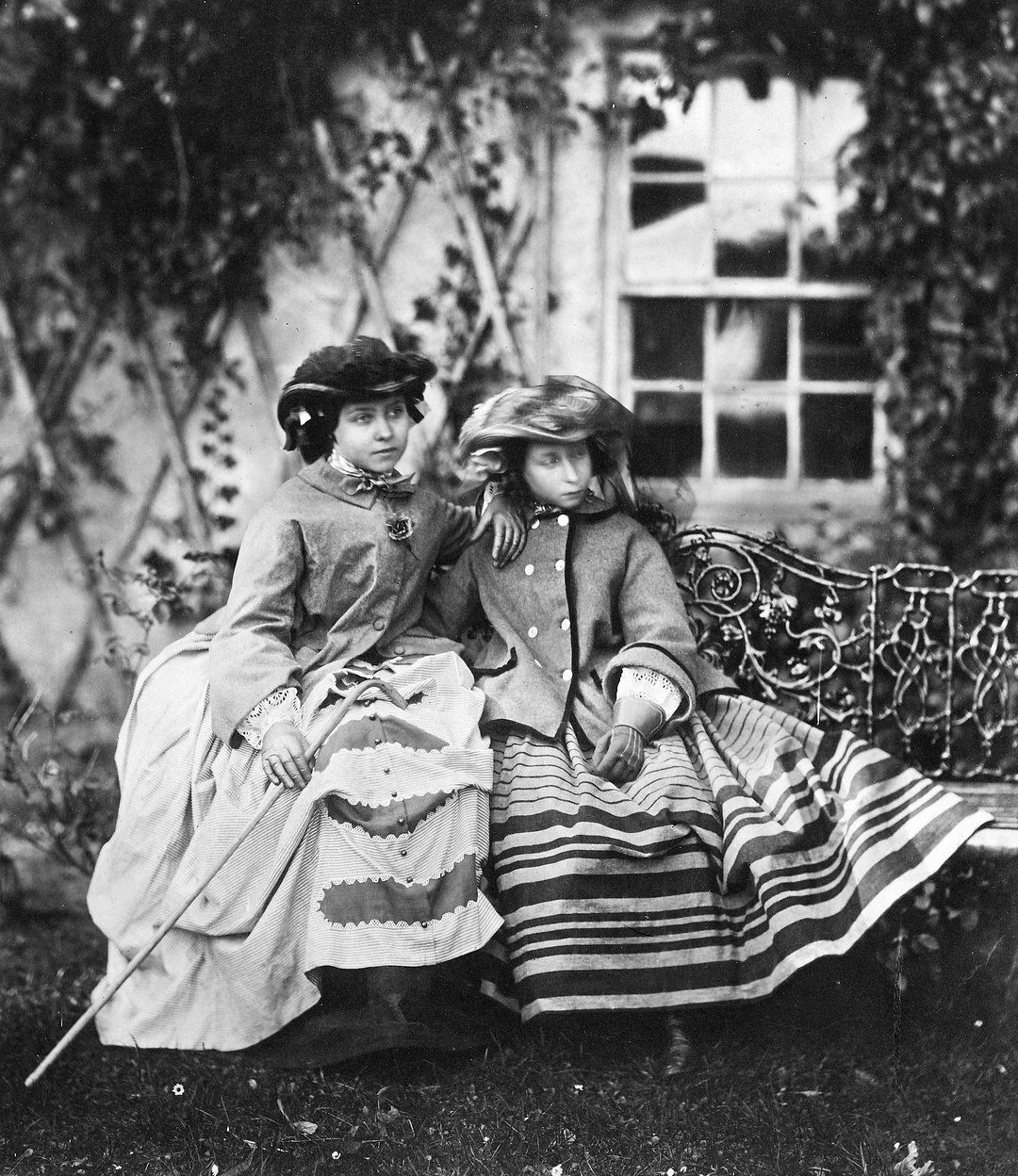
アリスと姉のヴィッキー、1850年代

アリスは上の姉ヴィッキーと親しく育った。とはいえ、2人の関係はそれほど親密で、友好的ではなかったといわれている。
また、アリスはヴィクトリア女王の娘の中で最も美しいと考えられていた。姉ヴィッキーはアリスが美人だと確信し、1864年の秋に2人の赤ちゃんと一緒に2人の写真を送ったが、「醜い姉とかわいい妹」というコメントを添えていたという。

### 父の死

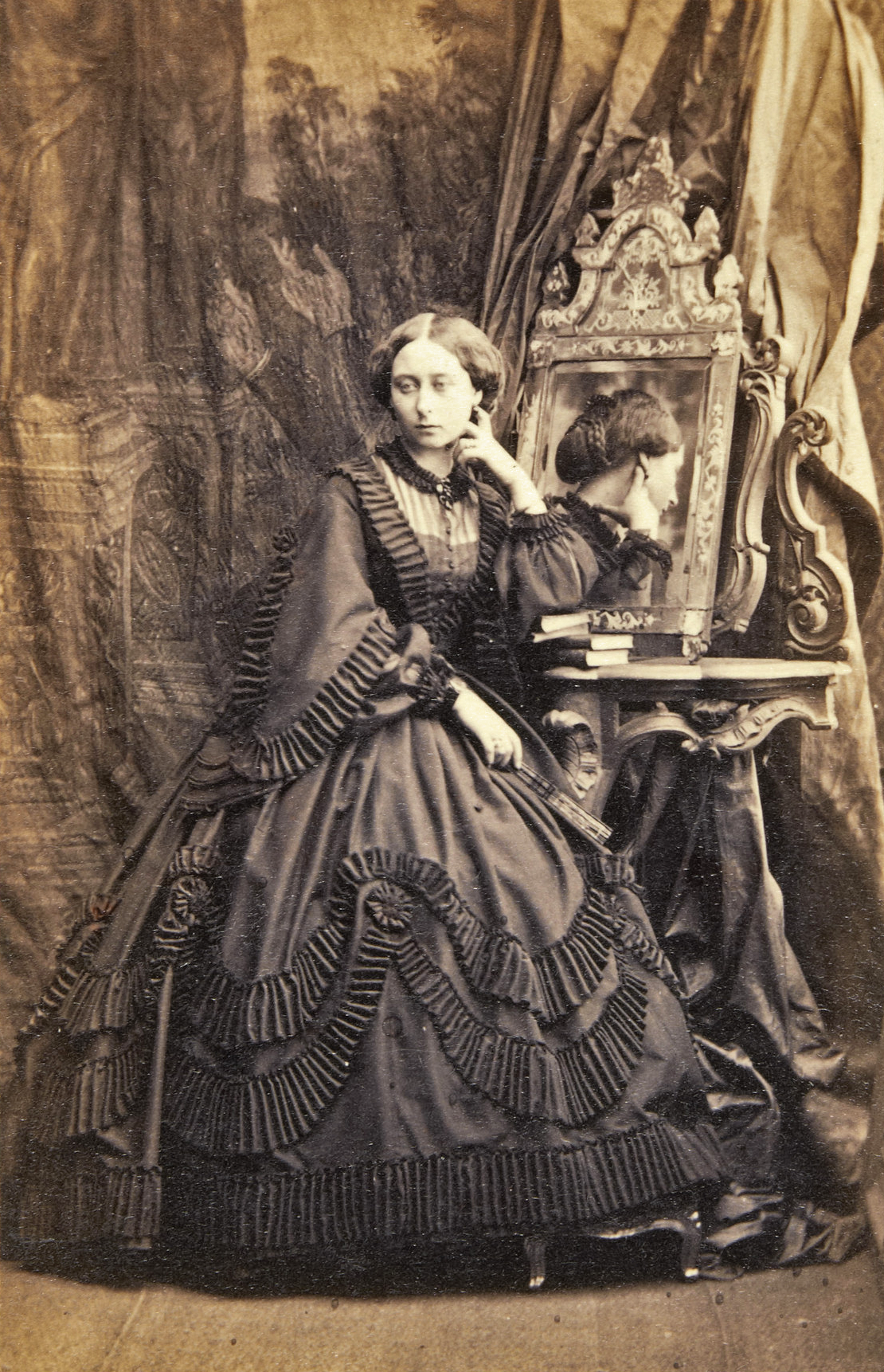
1861年6月

1861年に父アルバートが死んだ後、アリスは家族、とりわけ母ヴィクトリアの慰めとなった。ヴィクトリアは最愛の夫の死に深く悲しみ、公的な仕事から自らを隔離した。そのため、アリスが母の非公式秘書となり、公式文書などの受け渡しを担ったのである。

### 結婚

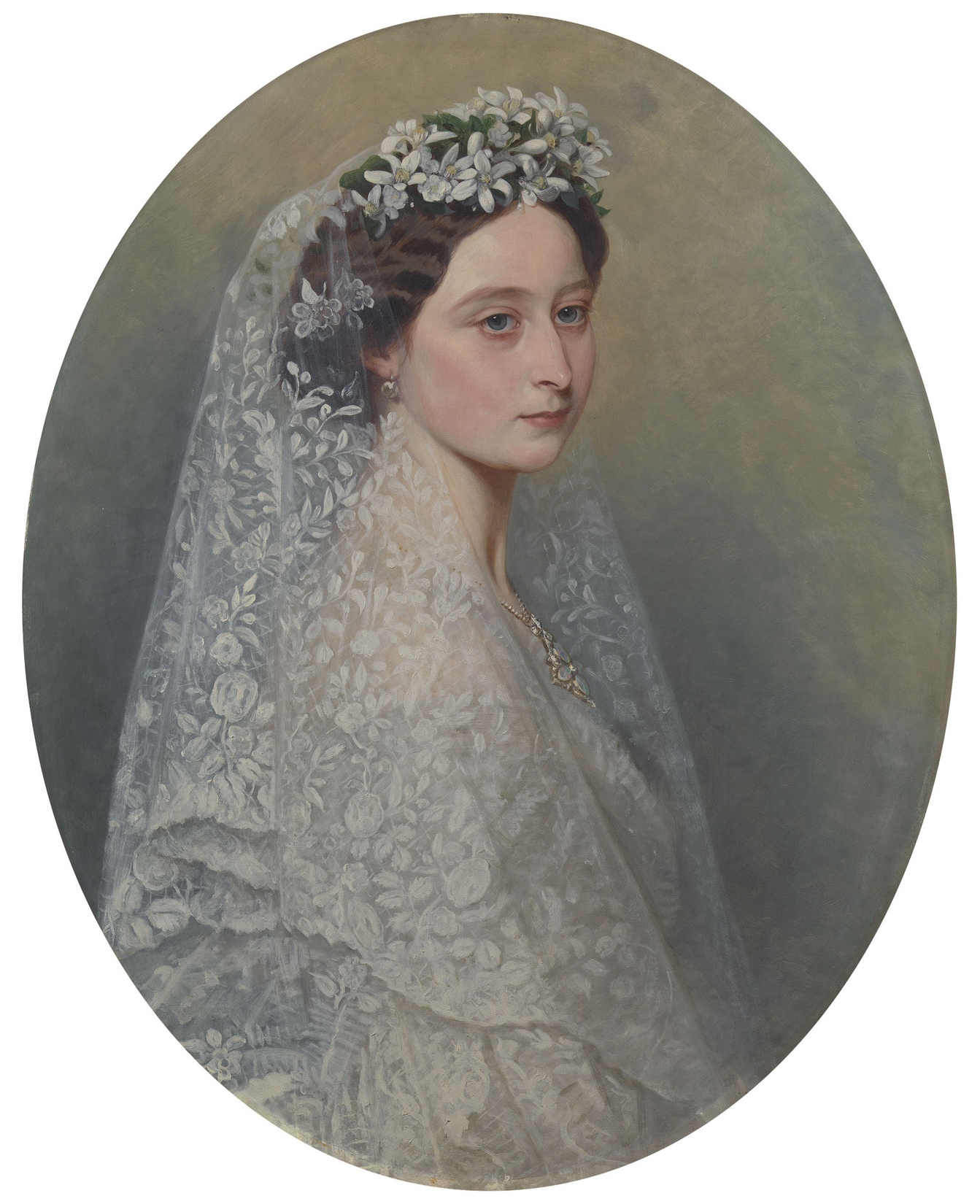
1862年

1860年6月にヘッセン大公国のルートヴィヒ大公子と婚約しており、1862年7月1日に結婚した。父アルバートの死後わずかであったためか、2人の結婚式は華やかさがなく、暗いものとなった。「ヴィクトリア女王が娘の結婚式をまるで王配の葬儀のようにさせた」として、イギリス国内では批判の的となった。
2人の新婚生活はとても充実し、幸せなものとなった。しかしアリスは未亡人となった母に遠慮し、母がいるときは「幸せすぎない」夫婦を演じた。にも関わらず、ヴィクトリア女王は娘の幸せな結婚生活に嫉妬した。
また、アリスが母乳育児を行なったこと（ヴィクトリア女王は反対派だった）、イギリスへの帰省が少なかったことなども相まって親子関係は悪化した。

### ヘッセン大公妃

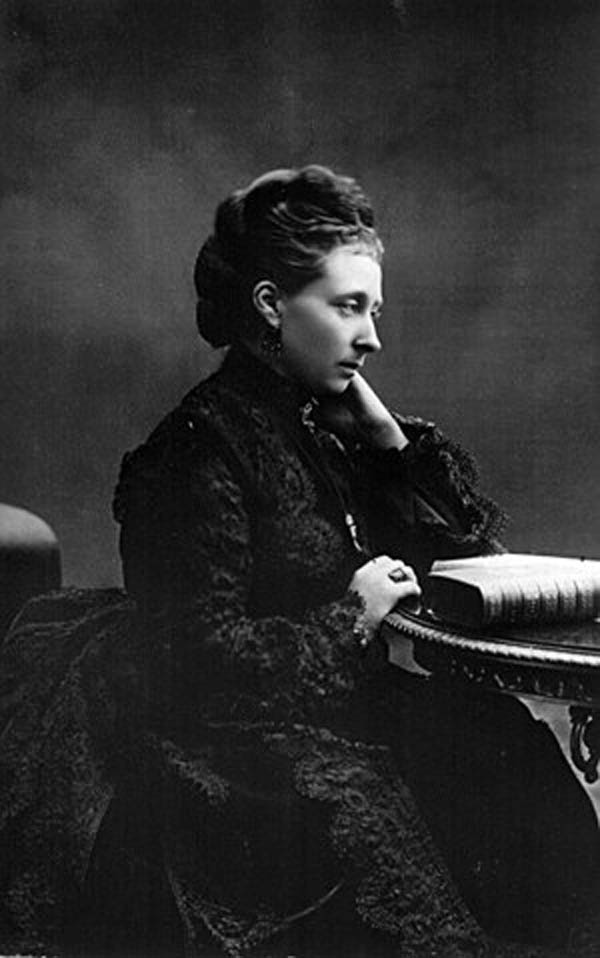
1870年代のアリス

ルートヴィヒは1877年に大公となり、アリスは大公妃となった。アリスは慈善活動などを通じて大公妃としての務めを果たした。アリスはフローレンス・ナイチンゲールの弟子の一人で、大公子妃時代からヘッセンの福祉、医療改革などに貢献した。宗教にも造詣が深かった。しかしアリスはダルムシュタットであまり人気がなかったようである。

### 若すぎる死と子孫
1878年にジフテリアが蔓延した際、アリスは子供たちの看病をしていたが、自身も感染し、父の命日にわずか35歳で死去した。ヴィクトリア女王の子供たちの中で、もっとも早く死んだこととなる。ヴィクトリア女王は娘の若すぎる死を深く嘆いた。
夫との間に7人の子供をもうけたが、母から遺伝した血友病遺伝子を持っており、次男はそれが原因で早世した。長女ヴィクトリア・アルベルタ（ミルフォード＝ヘイヴン侯爵夫人、1863年 - 1950年）はスウェーデン国王グスタフ6世アドルフ妃ルイーズおよびルイス・マウントバッテンの母であり、エリザベス2世の夫エディンバラ公フィリップの祖母に当たる。長男エルンスト・ルートヴィヒ（1868年 - 1937年）はヘッセン大公になり、次女エリーザベトはロシアの皇族セルゲイ大公妃エリザヴェータ・フョードロヴナ（1864年 - 1918年）に、四女アリックス（1872年 - 1918年）はロシア皇帝ニコライ2世の皇后アレクサンドラとなった。
アリスが嫁ぐ際、ヴィクトリア女王からダイアモンドをちりばめたティアラが贈られた。このティアラはアリスの死後、長男エルンスト・ルートヴィヒの妃エレオノーレに受け継がれた。1937年に起こったオーステンデでの飛行機墜落事故の際、乗客だったエレオノーレらヘッセン大公家の家族は事故死したが、鉄製の専用ボックスに入れられていたティアラは、奇跡的に無傷で見つかった。現在このティアラは、ヘッセン財団に保管されている。

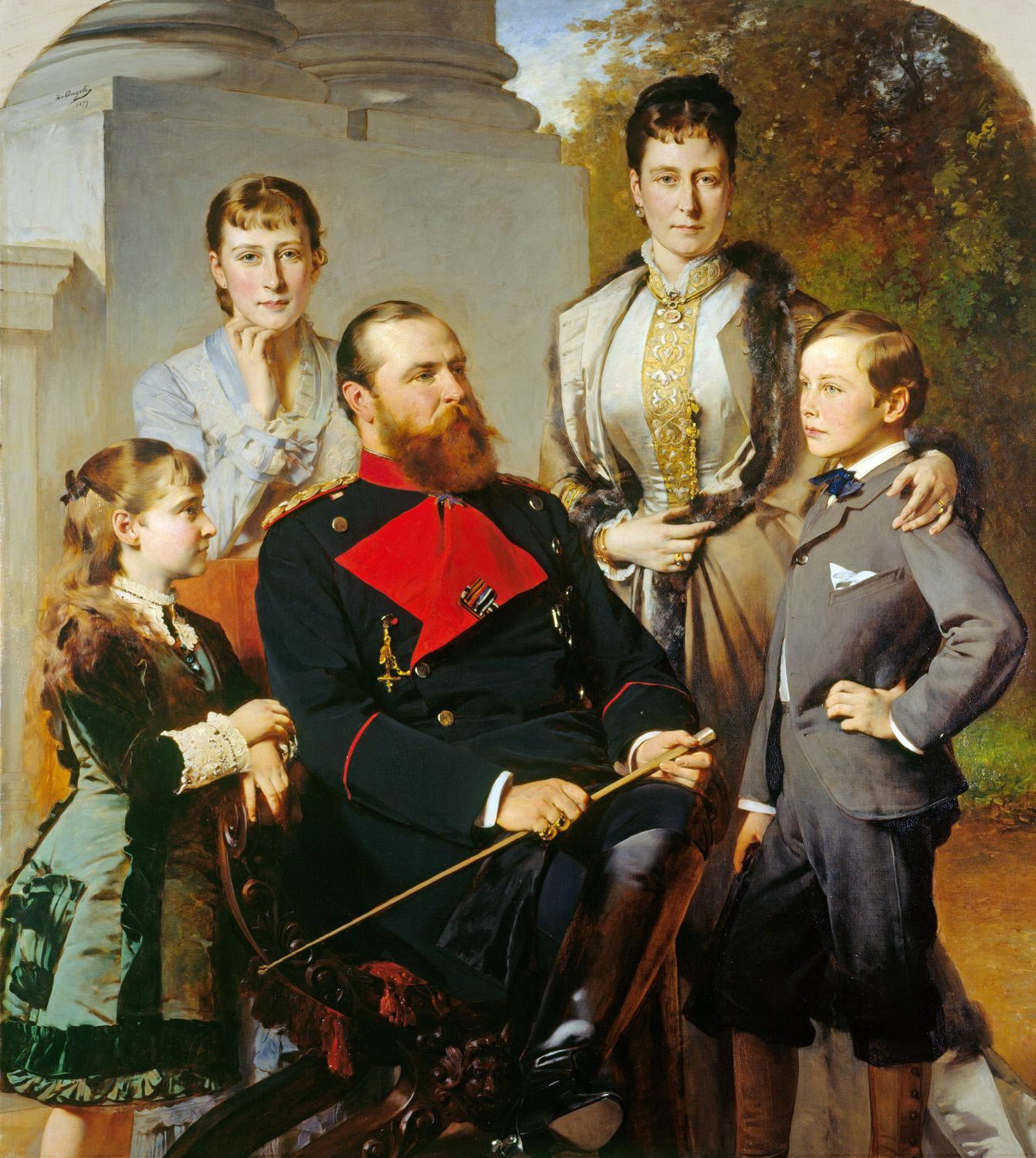
夫ルートヴィヒ、長男エルンスト･ルートヴィヒ、次女エリーザベト、四女アリックスと共に描かれたアリス。この肖像画は彼女の死後に完成した。

## 子女
- ヴィクトリア・アルベルタ・エリーザベト・マティルデ・マリー（1863年 - 1950年） - 1884年、バッテンベルク公子ルートヴィヒ・アレクサンダーと結婚。エディンバラ公フィリップの祖母。
- エリーザベト・アレクサンドラ・ルイーゼ・アリーツェ（1864年 - 1918年） - 1884年、ロシア大公セルゲイ・アレクサンドロヴィチと結婚
- イレーネ・ルイーゼ・マリア・アンナ（1866年 - 1953年） - 1888年、プロイセン王子ハインリヒと結婚
- エルンスト・ルートヴィヒ・カール・アルブレヒト・ヴィルヘルム（1868年 - 1937年） - ヘッセン大公
- フリードリヒ・ヴィルヘルム・アウグスト・ヴィクトル・レオポルト・ルートヴィヒ（1870年 - 1873年）
- アリックス・ヴィクトリア・ヘレナ・ルイーゼ・ベアトリーツェ（1872年 - 1918年） - 1894年、ロシア皇帝ニコライ2世と結婚。

４人の皇女、皇太子とはエディンバラ公フィリップの母のアリス（1885年 - 1969年） - ギリシャ王子アンドレアス妃。とはいとこ同士になる。
- マリー・ヴィクトリア・フェオドレ・レオポルディーネ（1874年 - 1878年）

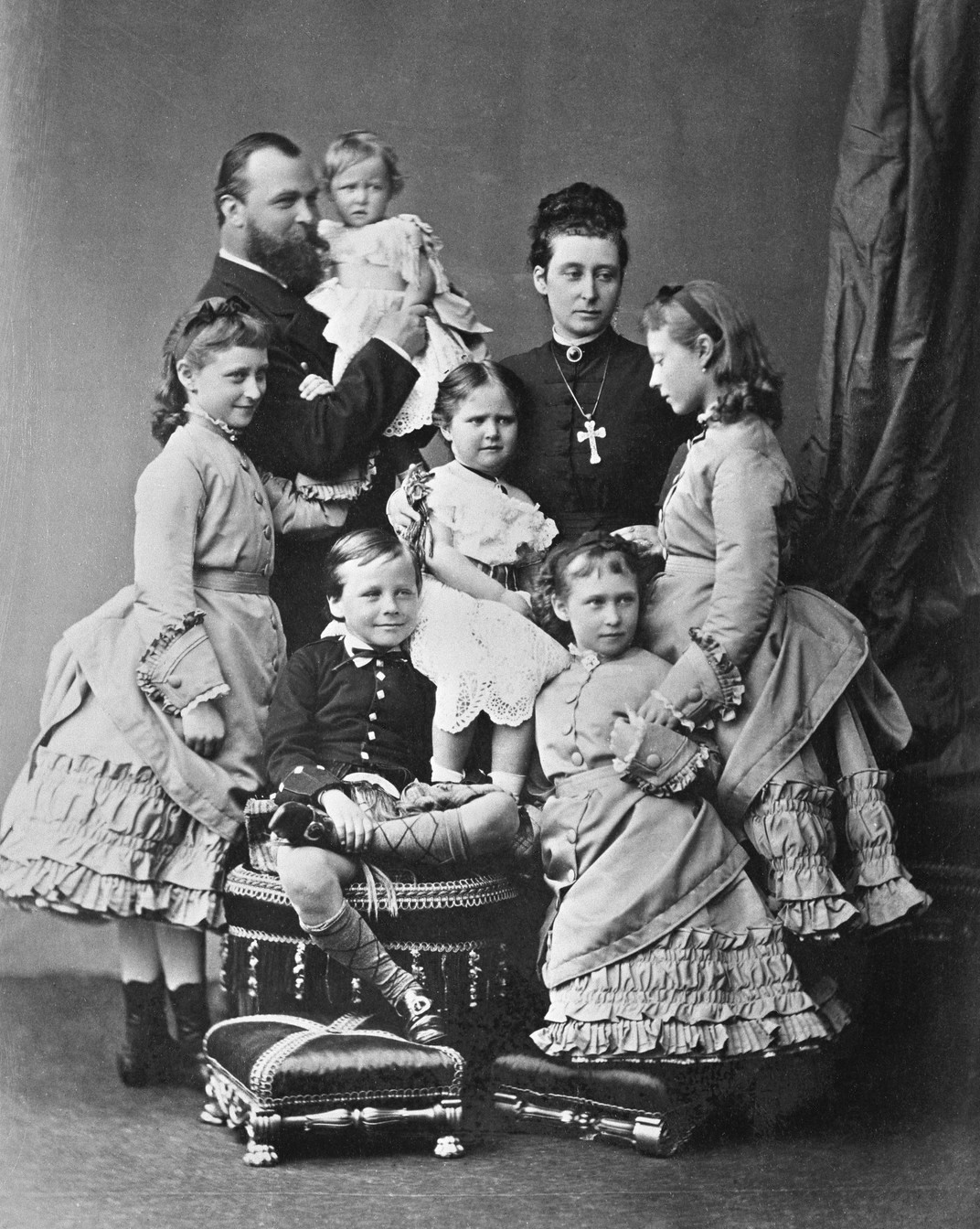
1876年、家族と。ルートヴィヒ4世が抱いているのが、のちにジフテリアで早世する末子マリー・ヴィクトリア。次男フリードリヒは1873年に早世している